# Sé (Hungria)
Sé (em alemão: Scheibing; croata: Šiba, Šieba) é um município da Hungria, situado no condado de Vas. Tem 6,03 km² de área e sua população em 2015 foi estimada em 1.323 habitantes.